# پیرااسب
پیرااَسب (نام علمی: Parahippus) نام یک سرده از تیره اسبیان است.